# Galleta de Navidad
Las galletas de Navidad son tradicionalmente galletas de azúcar (aunque se pueden usar otros sabores según las tradiciones familiares y las preferencias individuales) cortadas en varias formas relacionadas con la Navidad.

## Galletas de Navidad populares

### Pan de jengibre

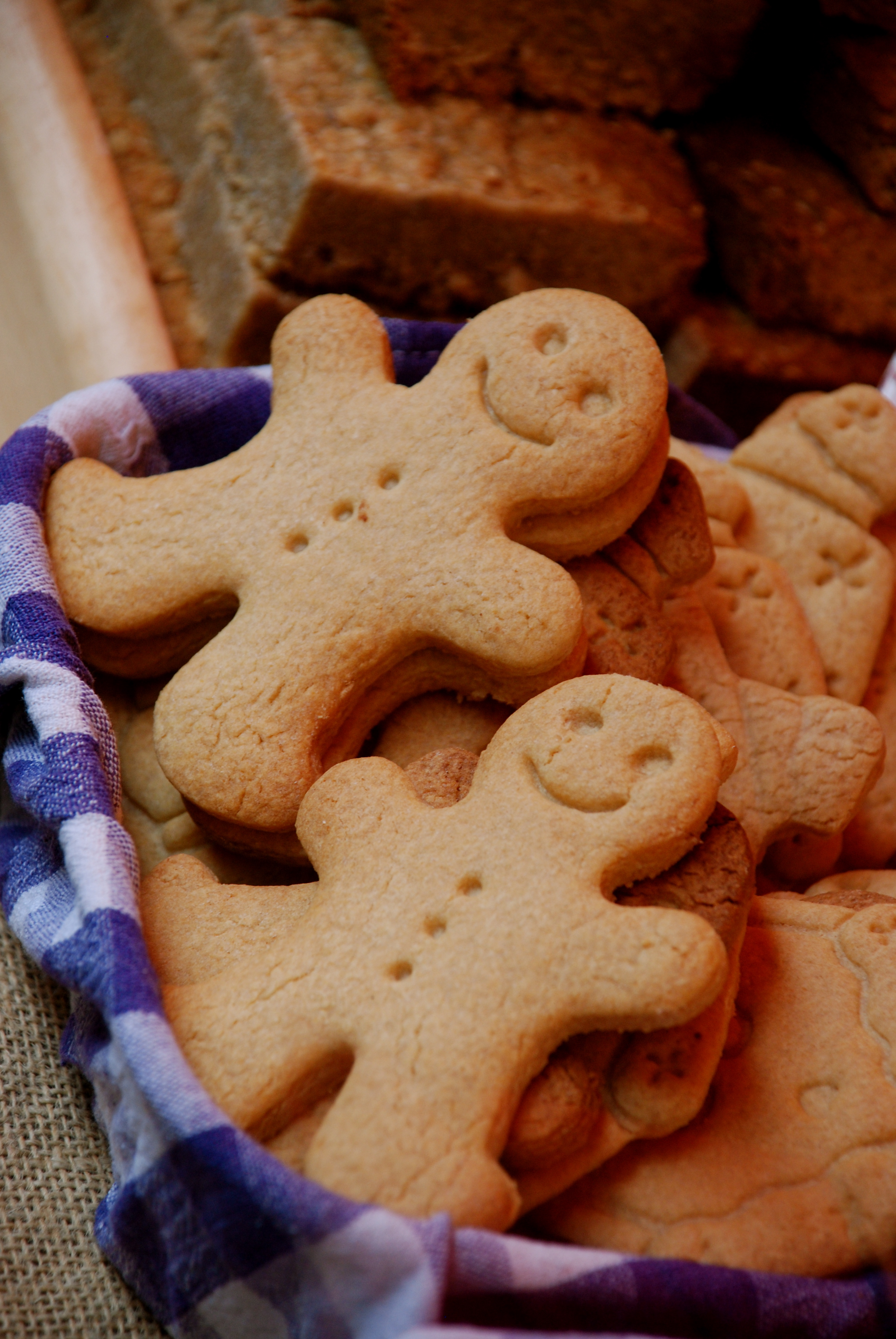
Hombres de jengibre

El pan de jengibre ha existido de alguna forma desde que los soldados en las Cruzadas trajeron azúcares y especias a Europa. Sin embargo, no fue hasta que la reina Victoria y el príncipe Alberto lo incluyeron con una variedad de otras tradiciones navideñas alemanas que las galletas de jengibre se asociaron principalmente con la Navidad. Las galletas de jengibre también son tradicionales en Alsacia.

### Bredele
El bredele es una galleta navideña en la cocina alsaciana de Francia.

### Plätzchen
Las plätzchen son un tipo de galletas horneadas durante el tiempo de Adviento y Navidad en los países de habla alemana. 

### Klenät
Una galleta tradicional que data de la Edad Media en Noruega, el klenät se fríe en grasa sin sal.

### Kerstkransjes
Las Kerstkransjes son galletas navideñas tradicionales de los Países Bajos. Son redondos con un agujero en el medio. El tipo más habitual utiliza chips de almendra como decoración.

### Krumkake

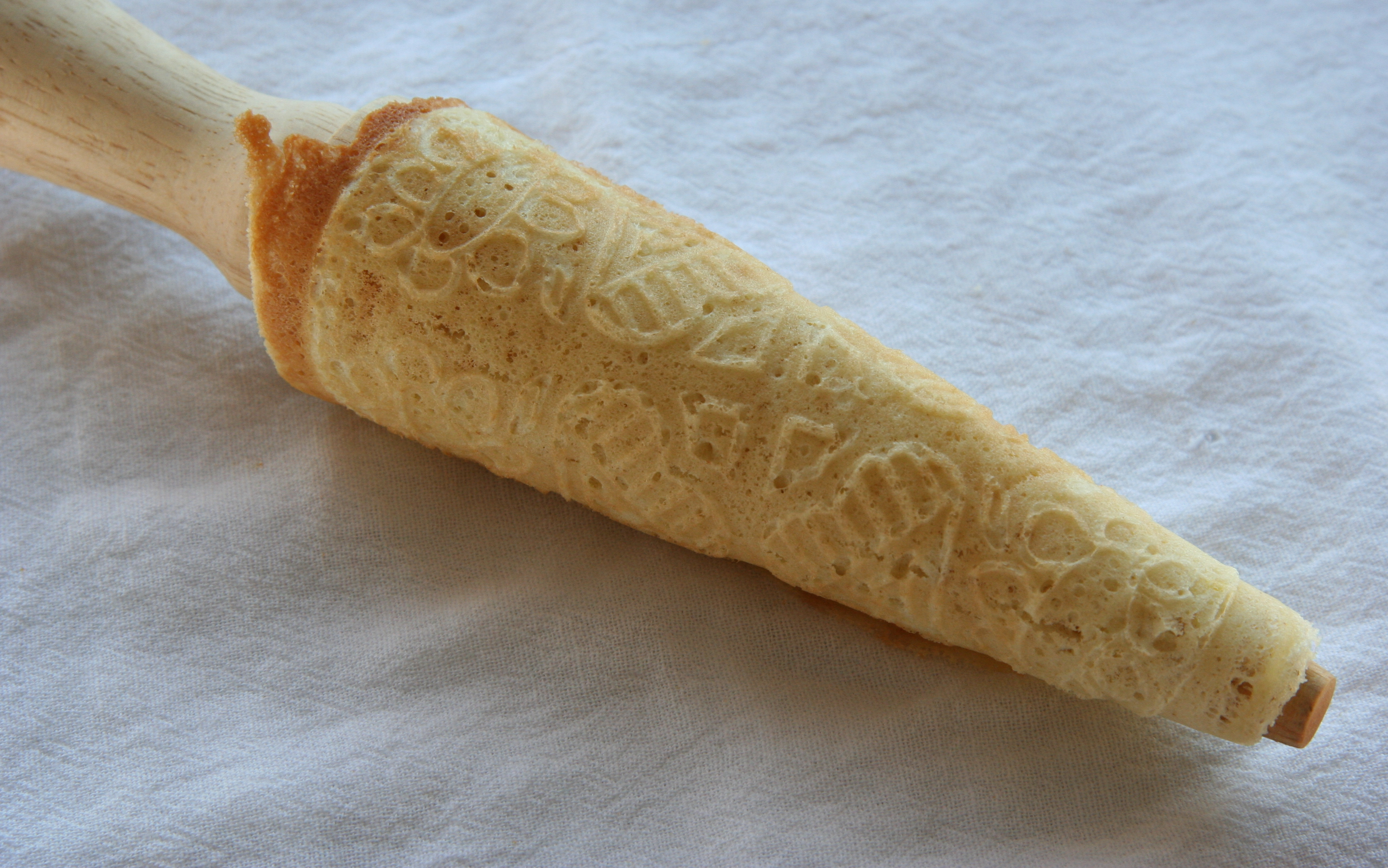
Un krumkake con forma de cono

El krumkake es una galleta tradicional de Noruega. Originalmente se horneaba a fuego abierto con parrillas de hierro decorativas; sin embargo, los cocineros modernos usan parrillas eléctricas para hornear esta galleta que es delgada como una oblea. El krumkake debe su nombre, que significa «bizcocho doblado» o «bizcocho retorcido», al hecho de que está envueltos en forma de cono.

### Pepparkakor
Las pepparkakor son galletas de jengibre crujientes y delgadas de Suecia, tradicionalmente cortadas en forma de flor y corazón.

### Pfeffernüsse
Las pfeffernüsse se originaron en Escandinavia y datan de la época medieval cuando las especias se usaban exclusivamente en la repostería navideña.

### Sandbakelse
Sandbakelse es una galleta de azúcar noruega del siglo XIX. La masa se prensa en latas y luego se hornea en un horno.

### Springerle

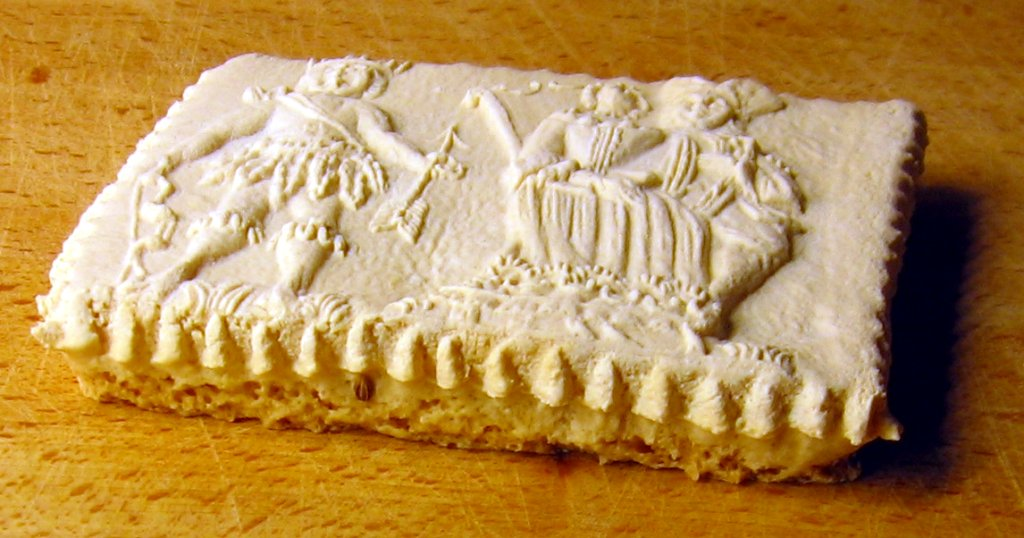
Un springerle austríaco tradicional.

La springerle ha sido una Galleta Navideña tradicional en Alemania (Baviera y Baden-Württemberg) y Austria durante siglos. Es una galleta con sabor a anís hecha a partir de una masa de huevo, harina y azúcar. Por lo general, se hace en formas simples, como rectángulos o círculos.
Después de darle forma, por lo general tiene una imagen o un diseño prensado en la masa blanda con rodillos o prensas especialmente tallados. Una vez horneada, los diseños a veces se colorean si la intención es usar la galleta como decoración.

### Galletas de azúcar
También llamadas galletas de azúcar amish o galletas de azúcar de Nazareth, la galleta de azúcar moderna fue creada por los moravos, que se establecieron en el área de Nazareth desde Alemania a mediados del siglo XVIII. Pensilvania adoptó la galleta de azúcar de Nazareth como galleta estatal oficial en 2001.

### Speculoos
También llamadas Speculaas en neerlandés y Spekulatius en alemán, son galletas especiadas con canela, nuez moscada, clavo, jengibre, cardamomo y pimienta blanca, tradicionalmente horneadas en moldes de madera tallados con motivos relacionados específicamente a Nicolás de Bari.